# Noorwegen op het Eurovisiesongfestival 2016

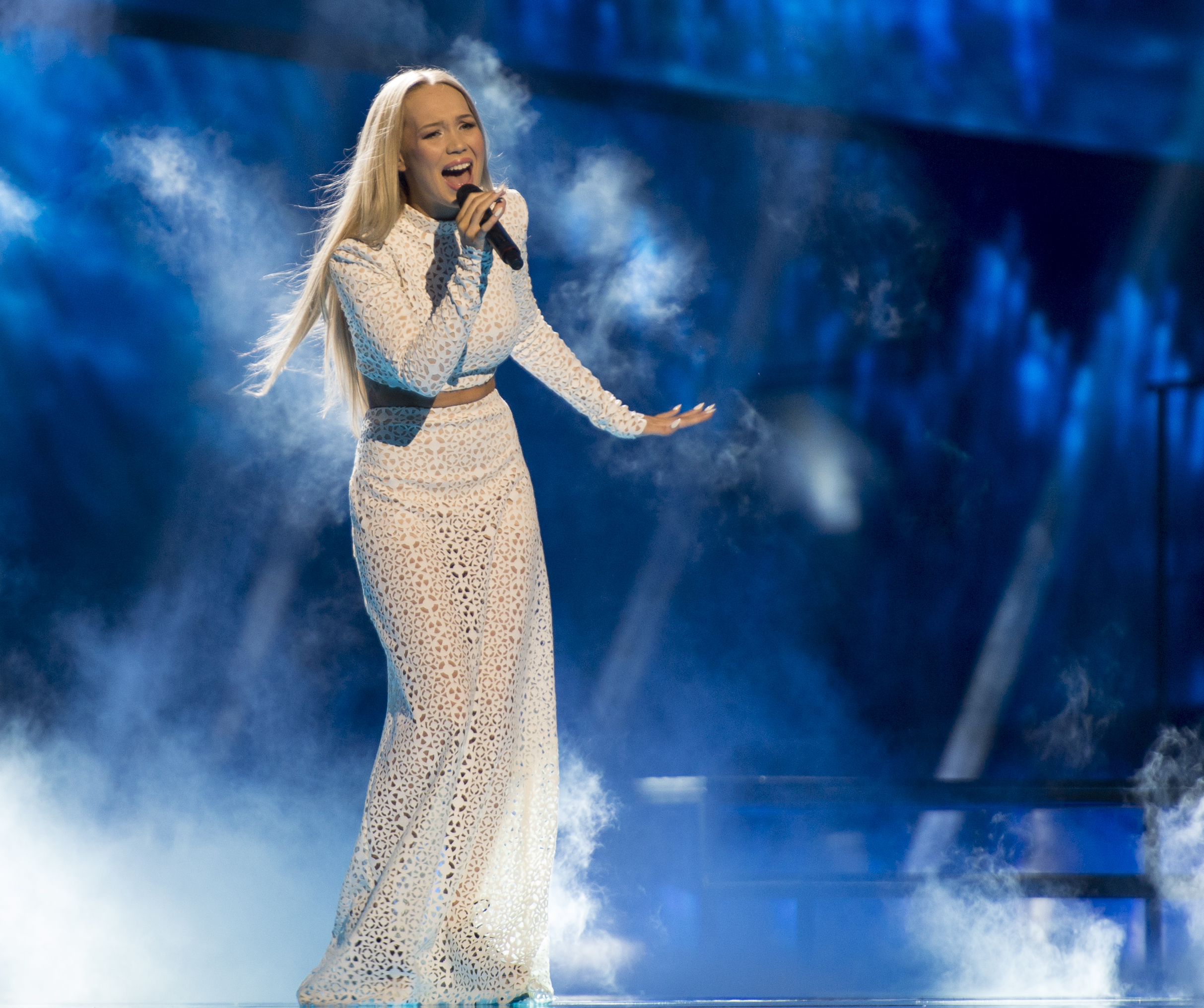
Agnete tijdens de tweede halve finale.

Noorwegen nam deel aan het Eurovisiesongfestival 2016 in Stockholm, Zweden. Het was de 55ste deelname van het land aan het Eurovisiesongfestival. NRK was verantwoordelijk voor de Noorse bijdrage voor de editie van 2016.

## Selectieprocedure
Op 27 mei 2015, amper vier dagen na afloop van het Eurovisiesongfestival 2015, maakte de Noorse openbare omroep bekend te zullen deelnemen aan de 61ste editie van het Eurovisiesongfestival. Op 22 juni 2015 openden de inschrijvingen voor Melodi Grand Prix, die liepen tot 11 september 2015. Er werden in totaal 1000 inzendingen ontvangen, 200 meer dan het jaar voordien. Vervolgens ging een selectiecomité aan de slag om elf acts te selecteren voor deelname aan Melodi Grand Prix 2016. Hun namen werden op 19 januari 2016 vrijgegeven.
Net als in 2015 koos NRK ervoor slechts één show te organiseren. De nationale finale werd uitgezonden vanuit hoofdstad Oslo, meer bepaald in het Oslo Spektrum. Net als in 2015 werd Melodi Grand Prix gepresenteerd door Silya Nymoen en Kåre Magnus Bergh. Agnete ging uiteindelijk met de overwinning aan de haal.

## Melodi Grand Prix 2016
27 februari 2016
| Volgorde | Artiest                             | Lied          |
| -------- | ----------------------------------- | ------------- |
| 1        | The Hungry Hearts feat. Lisa Dillan | Laika         |
| 2        | Stage Dolls                         | Into the fire |
| 3        | Stine Hole Ulla                     | Traces        |
| 4        | Makeda                              | Stand up      |
| 5        | Pegasus                             | Anyway        |
| 6        | Freddy Kalas                        | Feel da rush  |
| 7        | Laila Samuels                       | Afterglow     |
| 8        | Elouiz                              | History       |
| 9        | Suite 16                            | Anna Lee      |
| 10       | Agnete                              | Icebreaker    |

Superfinale
| Plaats | Artiest       | Lied         | Stemmen |
| ------ | ------------- | ------------ | ------- |
| 1      | Agnete        | Icebreaker   | 166.728 |
| 2      | Freddy Kalas  | Feel da rush | 88.128  |
| 3      | Suite 16      | Anna Lee     | 56.671  |
| 4      | Laila Samuels | Afterglow    | 48.865  |

## In Stockholm
Noorwegen trad in Stockholm in de tweede halve finale op donderdag 12 mei 2016 aan. Agnete trad als vijftiende van achttien acts op, net na Jamala uit Oekraïne en gevolgd door Nika Kocharov & Young Georgian Lolitaz uit Georgië. Noorwegen wist zich niet te plaatsen voor de finale. Na afloop van het festival bleek dat Noorwegen op de dertiende plek was geëindigd in de tweede halve finale.